# Голубцова, Ольга Валентиновна
Ольга Валентиновна Голубцова (англ.  Olga Golubtsova, 16 декабря 1955, Северодвинск) — российский журналист, писатель, редактор, публицист.

## Биография
Родилась 16 декабря 1955 года в городе Северодвинске Архангельской области.
Окончила Санкт-Петербургский государственный университет, факультет журналистики с присвоением специальности — журналист (1996). Прошла курс деловой подготовки в Международной академии предпринимательства «Реклама и коммерческое развитие СМИ» (1998).
Начала сотрудничество с городской общественно-политической газетой «Северный рабочий» (г. Северодвинск) как внештатный автор с 1970, в 1992—2003 гг. — в штате редакции «Северный рабочий». Работала в редакциях газет, журналов, телевидения и радио Архангельской области. С 2007 консультант ООО «Модерн-Медиа», редактор журнала, интернет-порталов.
Постоянный автор федерального журнала «Работница» с 2009 по 2013. Автор журналов «Журналистика и медиарынок», «Профессия журналист» и «Журналист», газеты «Совершенно Секретно». Автор более 20-ти статей для тома «Культура» Поморской Энциклопедии.
Преподаватель, факультет филологии и журналистики Северодвинского гуманитарного института Поморского государственного университета (САФУ), 1995—1998.
Редактор-составитель: «Жизнь на виду», 2003, о губернаторе Архангельской области А. А. Ефремове; «Факультет», 2004, юбилейный сборник о лесомеханическом факультетете АГТУ; «Поморское землячество в Москве», два издания, 2005, 2011, информационно-биографический справочник; «Стрессы и здоровый образ жизни», 2007; «Виктор Фридман: человек вселенский», 2010.
Организатор и ведущая северодвинского журналистского Киноклуба (2008—2019). Ведущая цикла авторских ТВ-передач на Ягринском телевидении «Неформальные беседы» с соведущей Ларисой Рудаковой (2009). Продюсер двух христианских радиоциклов — «Сретенье» и «Православная палитра» (2012, 2013).
Во Всероссийском конкурсе журналистов региональной прессы «Россия и Германия на пороге 21 века» (1999) заняла второе место, награждена стажировкой «СМИ и демократия» в Европейской Академии прессы, г. Берлин. В 2000 г. — участник VI Всемирного конгресса ICCES, посвященного 25-летию Хельсинкских соглашений в г. Тампере, Финляндия (доклад «Особенности журналистского расследования на современном этапе»). В 2002 участник международной программы «Журналистика расследований» (Институт прессы FOJO, г. Стокгольм, Швеция). В 1998 и 2003 гг. прошла стажировки в Германии в г. Штутгарте, университет Хоенхайм, организованной академией «Гражданское общество» и в Гамбурге по линии Фонда им. К. Аденауэра.
Имеет научные публикации. Заочно училась в аспирантуре. Сфера научных интересов — метод журналистского расследования, сданы кандидатские минимумы по английскому языку и философии, экзамен-максимум по специальности (СПбГУ).
Книги Ольги Голубцовой хранятся в Российской государственной библиотеке в Москве и Российской национальной библиотеке в Петербурге (Россия), Британской библиотеке и Королевской библиотеке Букингемского дворца в Лондоне (Великобритания), Президентской библиотеке и музее 35-го президента США Джона Ф. Кеннеди в Бостоне (США).

### Общественная деятельность
Участник семинаров Института региональной прессы (г. Санкт-Петербург, директор А. А. Шароградская), ежегодных форумов АСМИ Северо-Запада России (председатель И. В. Бенца), пресс-туров в Республику Беларусь, семинаров международной журналистской организации «Баренц-пресс» в г. Мурманске и в Норвегии. Член делегации от г. Северодвинска в город-побратим Портсмут, Портлэнд, США (1994, 2014). Член Международной ассоциации писателей (c 2005). Член Северного союза практиков, историков и теоретиков русской литературы (2019). Член Союза журналистов России с 1994. Член Клуба региональной журналистики «Из первых уст» (г. Москва, председатель И. Е. Ясина) с 2003. Член жюри Международного кинофестиваля «Море зовет-2011». Работала журналистом на событиях 3—4 октября 1993 года в Москве.

### Семья
Родители — Келаревы Валентин Васильевич (1927—1989), электромонтёр, и Евдокия Николаевна, урождённая Спицына (1927—2004), озеленитель.
Первый муж (брак 1977—1982) — Пётр Алексеевич Голубцов (15.05.1959-3.12.2002), художник.
Второй муж (брак 1992—2005) — Николай Николаевич Кочуров (18.01.1949-9.06.2013), журналист, публицист, редактор газеты «Северный рабочий».
Дочь — Наталия Петровна Голубцова (род.1978), окончила СГМУ, заместитель директора ООО «Модерн-Медиа». Замужем за Сергеем Валентиновичем Кирилловым. Имеют 7 детей. Победители Всероссийского конкурса «Семья года» в номинации «Многодетная семья», 2021.
Внуки — Анна, София, Александр, Нонна, Яков,  Антонина, Иннокентий.

### Успехи и достижения
- Юбилейный Памятный Знак СЖ РФ «300 лет Российской журналистики» (2002);
- Памятный знак «Дервиш-75» (2016);
- Памятный Знак СЖ РФ «За заслуги перед отечественной журналистикой» (2020).
- Почетные грамоты Союза журналистов России, Администрации г. Северодвинска и Администрации Архангельской области(1992, 1995, 2004, 2010);
- Благодарность СЖ РФ (1998);
- Благодарности Постоянного комитета Союзного государства России и Беларуси (2012, 2013);
- Благодарность Северо-Западного таможенного управления (2011);
- Благодарственное письмо СЖД ОАО «РЖД» (2018);
- Благодарность III Международного кинофестиваля стран Арктики Arctic Open (2019);
- Благодарственное письмо Архангельского регионального отделения СЖ РФ (2021).
- Имя занесено в энциклопедию «Архангельские журналисты, XX век[8]» (2008) и Поморскую Энциклопедию, том «Культура Архангельского Севера[9]» (2012).

## Публикации

### Документальные книги
- «Русская жена убийцы президента. Молотовск — Даллас», 1993, о судьбе Марины Освальд, уроженки Северодвинска. В 1996 г. по мотивам книги создан радиоспектакль «Время молчать — время говорить» для первого канала «Радио Швеции», продюсер — Гунилла Брески.
- «Карусель впечатлений», 1995, путевые заметки, сборник очерков.
- «Военная любовь по-английски», 2000 — 1-е изд, 2001 — 2-е изд, доп. О судьбах женщин, друживших с иностранцами в годы II Мировой войны. Отклики на книгу опубликованы в российских газетах «Ваш тайный советник», «Правда Севера», «Архангельск», английских газетах «Independent» и «The Telegaph», а также в журнале «Журналист».
- «Любовь по ленд-лизу[10]», 2007, 2016. (Переработанное, полное издание). По мотивам книги телестудия «Совинфильм» выпустила документальный фильм «Виза на любовь» (2007). На Петербургском телевидение подготовлен фильм «PS PQ» (2012), на телеканале «Культура» вышла телепередача «Письма из провинции[11]», (2014). Презентации книги «Любовь по ленд-лизу» состоялись на Книжном фестивале «Красная площадь» в Москве и в рамках XII Международного книжного салона в Санкт-Петербурге (2017)
- «Love on lend-lease»[12], 2016, в переводе Татьяны Клушиной и Брюса Лэйрда.
- «Затепли свечу[13]», 2017, об учёном-альгологе, исследователе Севера Ксении Петровне Гемп.
- «На паузе. Чтобы жить. Коронавирусные хроники. Взгляд из Северодвинска[14]» документальная проза : [12+] / Ольга Голубцова. — Архангельск : Лоция, 2021. — 232 с. ISBN 978-5-6046682-2-1
- «Жизнь после жизни[15]», 2024, о жене Ли Харви Освальда, - Марине Освальд

### Научные публикации
- «Журналистское расследование в современных СМИ». Издательство СПбГУ, 2000, С. 177—184.
- «Женские судьбы в журналистских расследованиях». Издательство СПбГУ, 2001, С. 96—98.
- Освоение метода журналистского расследования: проблемы и перспективы // Россия на пороге XI века. — Апрхангельск: Международный институт управления, 2001. — С. 190—191. — 727 с. — ISBN 5-8382-0034-0, 978-5-8382-0034-1.
- Журналистское расследование: различия в подходах к формулировке понятия // Средства массовой информации в современном мире: материалы межвузовской научно-практической конференции. — СПб.: Издательство Санкт-Петербургского университета, 2002. — С. 46—47. — 321 с. — ISBN 5-288-03085-5. — ISBN 978-5-288-03085-7.
- Клавиши судьбы Надежды Минейко // История страны в судьбах узников Соловетских лагерей: сборник статей и докладов научно-практической конференции / ФГБУК «Соловецкий гос. ист.-архитектур. и природ. музей-заповедник». — Архангельск: Лоция, 2019. — С. 38—49. — 244 с. — ISBN 978-5-6042679-1-2. — ISBN 5-6042679-1-0.
- «Инвестиции в расследование». Журнал «Профессия-журналист», № 10, 2002, С. 26—27.
- "О журналистском расследовании после визита к шведским «кротам». Журнал «Профессия-журналист», № 1, 2003, С. 28—29.
- «Роль фотографии в журналистском расследовании». Журнал общественной мысли, литературы и искусства «Гиперборей», Январь, 2002, С. 3—4.
- Голубцова О. В. Журналистское расследование: особенности... www.rulit.org. Международная Федерация Русскоязычных Писателей. Дата обращения: 10 июля 2021.

### Прочие публикации
- Военный вальс // Альманах «Шолохов — Победа!». — М.: Ветеран Отчизны : Мегаполис, 2005. — ISBN 5-86804-065-4.
- Лина +Томас=разлука // Аргументы и факты, № 39, 2010;
- Девчонки и «Либерти» // Совершенно Секретно. — 2010. — № 05/252.;
- Вера Глаголева выбирает Веру // Деловые партнеры, № 5-6, 2010;
- «Рябиновые зори» // Работница, № 3, 2012;
- Библиотекарь — профессия неугомонных // Работница, № 7, 2012;
- Trains-Siberian-Railway. Самая длинная в мире железная дорога // Modern, № 3, 2015;
- Неповторимый колорит коммунального рая // Городской журнал PLUS. — 2019. — Окт. (№ 7 (117)).
- Момент истины для службы 081 // Спасатель. Памяти Игоря Поливаного (2018)